# Гринспан, Мауро Кабрал
Мауро Кабрал Гринспан (исп. Mauro Cabral Grinspan), также известный как Мауро Кабрал (исп. Mauro Cabral) — аргентинский интерсекс и транс активист. Исполнительный директор GATE. Один из подписантов Джокьякартских принципов, его работа фокусируется на реформе стандартов оказания медицинской помощи и реформе законодательства. В июле 2015 года Кабрал получил первую премию Боба Хеппла за равенство (англ. Bob Hepple Equality Award). Кабрал Гринспан имеет степень по истории в Национальном университете Кордовы.

## Ранние годы
При рождении Мауро Кабрал был записан как девочка, но теперь он живёт как мужчина. Он описал, как в подростковом возрасте обнаружилось, что его тело «не полностью женское». Из-за чего ему были проведены операции. И после двух операций ему пришлось пройти несколько лет инвазивных процедур.
Кабрал описывает, как гомофобия является движущей силой в проведении нормализующих операций на интерсекс-детях, и как такие операции посылают детям сообщение о том, что их тела должны быть изменены, чтобы быть приемлемыми.

## Активизм

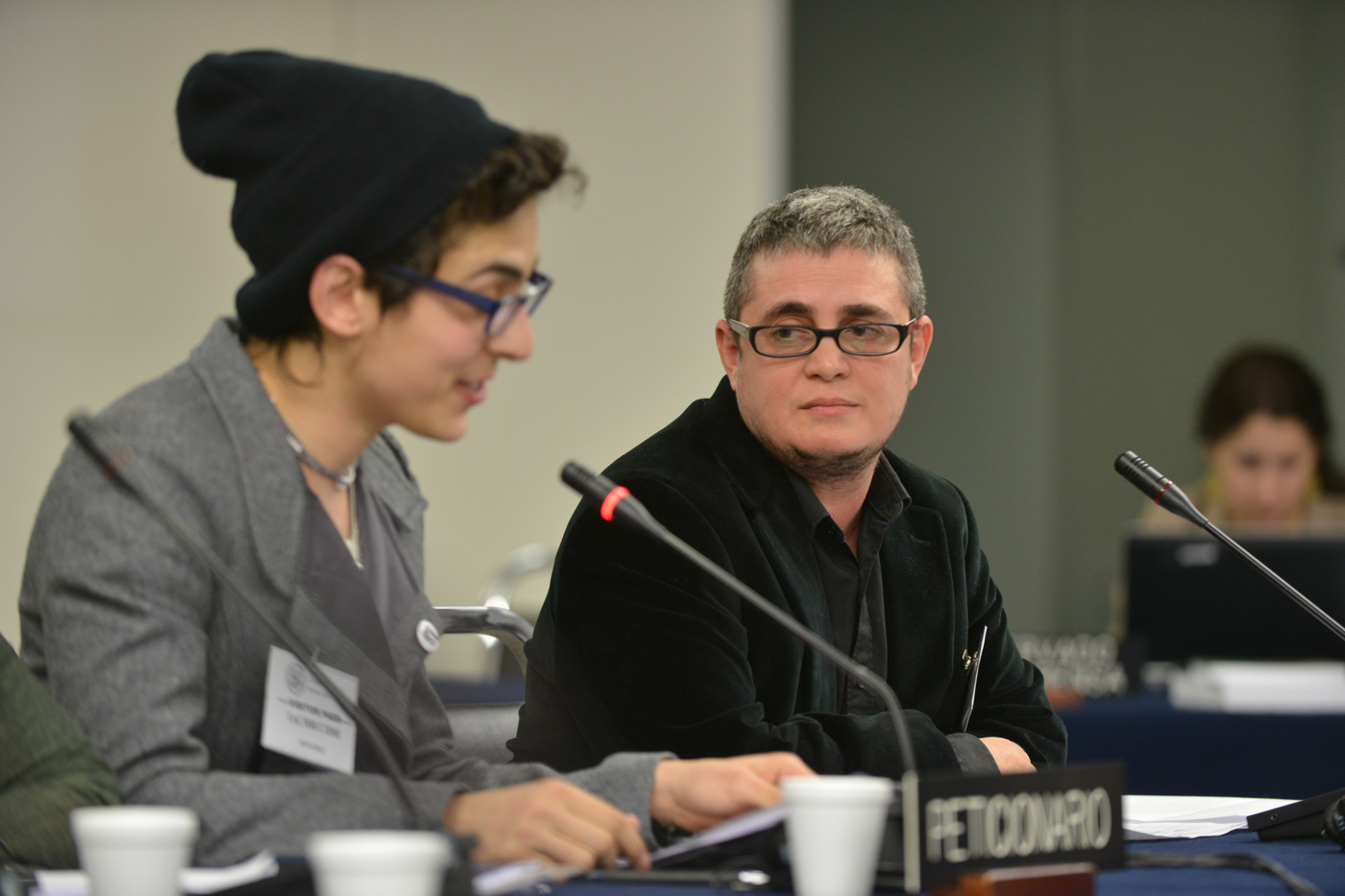
Мауро Кабрал (справа) и Пиджон Пагонис.

Мауро Кабрал Гринспан был вовлечен в активизм по интерсекс и транс и вопросам с 2005 года. С 2005 по 2007 год он отвечал за координацию Транс и Интерсекс зон в латиноамериканском офисе IGLHRC. Затем он три года работал в MULABI, став исполнительным директором в 2009 году. Кабрал стал содиректором GATE в январе 2010 года, а также сопредседателем International Trans* Reference Group на Global Forum on MSM and HIV/AIDS. Кабрал является членом латиноамериканского консорциума по интерсекс вопросам и Международного консультативного совета в рамках программы Human Rights Watch по ЛГБТ вопросам.
Кабрал Гринспан участвовал в акциях, которые привели к принятию аргентинским сенатом в апреле 2012 года закона о гендерной идентичности. Закон позволяет менять гендерный маркер в документах без хирургического или клинического вмешательства или судебного одобрения.
Он координировал работу по реформированию МКБ Всемирной организации здравоохранения, в частности высказывал критику и вносил альтернативные предложения в отношении «гендерного несоответствия у детей». Он является участником доклада Всемирной организации здравоохранения «Сексуальное здоровье, права человека и закон».
Кабрал Гринспан помог организовать третий международный интерсекс-форум на Мальте в 2013 году. В 2015 году Кабрал стал старшим советником первого благотворительного Фонда по интерсекс-людей, созданного организацией Astraea Lesbian Foundation for Justice.
В 2006 году Кабрал участвовал в разработке Джокьякартских принципов применения международно-правовых норм о правах человека в отношении сексуальной ориентации и гендерной идентичности и был одним из первых 29 подписантов. Он также является членом редакционного комитета и подписал Джокьякартские принципы плюс 10 о применении международного права в области прав человека в отношении сексуальной ориентации, гендерной идентичности, гендерного выражения и половых признаков.

## Выборочная библиография

### Книги
- Кабрал, Мауро, (Февраль 2009). Interdicciones: Escrituras de la intersexualidad en castellano. Кордоба, Аргентина: Mulabi. ISBN 978-987-05-5898-9.

### Журналы
- Cabral, Mauro; Suess, Amets; Ehrt, Julia; Seehole, Tshegofatso Joshua; Wong, Joe (May 2016). «Removal of gender incongruence of childhood diagnostic category: a human rights perspective». The Lancet Psychiatry. 3 (5): 405—406. doi:10.1016/S2215-0366(16)30043-8. ISSN 2215-0366. Retrieved 2016-05-16.
- Cabral, Mauro; Eisfeld, Justus (November 1, 2015). «Statement from GATE — Global Action for Trans* Equality». Reproductive Health Matters. 23 (46): 196. doi:10.1016/j.rhm.2015.11.014. ISSN 0968-8080. Retrieved 2016-05-16.
- Cabral, Mauro (December 2014). «Tercera posición en materia de género» (PDF). Derechos Humanos. 3 (8): 199—212.
- Boellstorff, T.; Cabral, M.; Cardenas, M.; Cotten, T.; Stanley, E. A.; Young, K.; Aizura, A. Z. (January 2014). «Decolonizing Transgender: A Roundtable Discussion». TSQ: Transgender Studies Quarterly. 1 (3): 419—439. doi:10.1215/23289252-2685669. ISSN 2328-9252. Retrieved 2016-05-20

### Публикации
- Cabral, Mauro (October 26, 2016). «IAD2016: A Message from Mauro Cabral». GATE.
- Cabral Grinspan, Mauro (October 25, 2015). «Отпечатки на наших телах». Intersex Day.
- Cabral, Mauro; Carpenter, Morgan, eds. (2014). «Intersex Issues in the International Classification of Diseases: a revision» (PDF). Retrieved 2016-05-20.
- Cabral, Mauro (April 2013). «Critique and Alternative Proposal to the „Gender Incongruence of Childhood“ Category in ICD-11» (PDF). GATE.
- Maffia, Diana; Cabral, Mauro (2013). «Los sexos ¿son o se hacen?» (PDF). Buenos Aires.

### Выступления
- In September 2016, Cabral gave a keynote presentation at the 2016 Trans*studies conference at the University of Arizona.
- The «first United Nations Human Rights Council side event on intersex issues» in March 2014, alongside representatives of Intersex UK, Organisation Intersex International Australia, and Zwischengeschlecht, [18]
- In March 2013, Mauro Cabral, together with Natasha Jiménez of MULABI, Paula Sandrine Marchado and Pidgeon Pagonis testified to the Inter-American Commission on Human Rights on Situation of Human Rights of Intersex Persons in the Americas. The first hearing on intersex human rights before the Commission, each shared their personal experiences and presented broader issues, such as «normalization» surgery on the genitals of intersex infants.
- On 30 June 2011, Mauro Cabral, gave a speech at the European Parliament Subcommittee on Human Rights on trans and intersex rights.

## Награды и признание
В июле 2015 года Кабрал был одним из получивших первую премию Боба Хеппла за равенство, наряду с Прагной Патель из Southall Black Sisters. Премия названа в честь Боба Хеппла, бывшего адвоката Нельсона Манделы. Оксфордский центр по правам человека комментирует: «Кабрал имел решающее значение в процессе, ведущем к принятию в Аргентине Закона о гендерной идентичности в 2012 году, который широко цитировался в судебных решениях по делам о гендерной идентичности, включая Верховный суд Индии, и который вдохновил законодательную реформу в таких странах, как Мальта, Нидерланды и Швеция.»